# Stenotopie
Unter Stenotopie bezeichnet man die Eigenart bestimmter Organismentaxa, nur wenige, klar definierbare Biotope zu bewohnen oder bewohnen zu können. Ihr Gegenteil ist die sogenannte Eurytopie. Spezieller gefasst in Bezug auf einzelne Umweltfaktoren spricht man auch von stenöken oder euryöken Arten und den entsprechenden Eigenarten Stenökie und Euryökie. Natürlich ist Stenotopie in der Regel eine Folge von Stenökie, da geographische Orte zumeist durch die Kombination spezifischer Standortfaktoren wie Klima, Feuchte etc. charakterisiert sind.
Einige Arten von Lebewesen sind jedoch besonders eurytop, denn sie kommen auf der ganzen Welt vor. Solche Arten nennt man Kosmopoliten.